# Анастасій IV
Анастасій IV (лат. Anastasius; ?  —3 грудня 1154) — сто шістдесят сьомий папа Римський (9 липня 1153—3 грудня 1154), народився у Римі, син Бенедикта.

## Біографія
Коррадо делла Субарра походив з римської аристократичної сім'ї Деметри. Близько 1114 року Пасхалій II призначив його кардиналом-священником з титулом церкви Санта Пуденціана. 1128 року Гонорій II зробив Коррадо кардиналом-єпископом Санта Сабіна. 1130 року, коли одночасно на папський престол претендували Інокентій II та Анаклет II, Коррадо рішуче став на бік Інокентія II, а після втечі останнього до Франції залишився його вікарієм в Італії. Після смерті Євгенія III Коррадо делла Субурра, до цього моменту найстаріший з кардиналів за віком і декан колегії кардиналів, був обраний на папський престол і прийняв ім'я Анастасія IV.

## Понтифікат
Понтифікат 70-річного Анастасія IV тривав всього лише один рік. Щодо більшості конфліктних питань папа волів поступатися: Вільяму Йоркському, питання про законність висвячення якого розтягнулося на тринадцять років і правління чотирьох понтифіків, був висланий паллій; суперечку з Фрідріхом Барбароссою про призначення Магдебургського єпископа було врегульовано. Римський сенат під впливом Арнольда Брешіанського фактично захопив владу в місті, позбавивши Анастасія IV будь-якого політичного впливу при повній байдужості з боку папи.
При цьому Анастасій подбав про свою посмертну славу. За його вказівкою мощі рівноапостольної Олени були перенесені в скромну раку в Санта Марія ін Арачелі, а вивільнений при цьому античний порфіровий саркофаг папа приготував для власного поховання. 3 грудня 1154 року Анастасій IV помер і був похований в цьому саркофазі в крипті собору святого Петра.